# مارك زوكربيرغ
 مارك زوكربيرغ (14 مايو 1984-) هو رجل أعمال ومبرمج أميركي، ولد في وايت بلينس، نيويورك، الولايات المتحدة الأمريكية. اشتهر بتأسيسه موقع التواصل الاجتماعي فيس بوك، وهو أكبر موقع تواصل اجتماعي في العالم، أنشأ الموقع مع زملائه في قسم علوم الحاسوب إدواردو سافرين وداستن موسكوفيتز وكريس هيوز وهو في جامعة هارفارد. وهو بمثابة الرئيس التنفيذي لموقع الفيسبوك.
التحق مارك بجامعة هارفارد، وأطلق هناك خدمة التواصل الاجتماعي على فيسبوك من غرفة نومه في فبراير 2004 مع زملائه في الغرفة إدواردو سافيرين وأندرو ماكولوم وداستن موسكوفيتز وكريس هيوز. أُطلق الموقع في البداية لربط حرم جامعات محددة ببعضها، لكن الموقع توسع بسرعة وتجاوز حدود الكليات، ووصل إلى مليار مستخدم بحلول عام 2012. طرح زوكربيرغ الشركة للاكتتاب العام في مايو 2012 مع احتفاظه بأغلبية الأسهم. في عام 2007، وفي سن 23، أصبح زوكربيرغ أصغر ملياردير عصامي في العالم. حتى نوفمبر 2021، بلغ صافي ثروة مارك 126 مليار دولار، ما يجعله سابع أغنى شخص في العالم.
صنفت مجلة تايم مارك زوكربيرغ حتى عام 2008 من بين الشخصيات المئة الأكثر تأثيرًا في العالم ضمن جائزة شخصية العام، والتي فاز بها في عام 2010. احتل مارك في ديسمبر 2016 المرتبة العاشرة في قائمة فوربس لأكثر الأشخاص نفوذًا في العالم.

## الحياة الشخصية
ولد زوكربيرج في دوبس فيري، نيويورك، لأسرة يهودية في بيئة متعلمة، أبوه إدوارد زوكربيرج كان طبيبًا للأسنان وأمه كارين طبيبة نفسية.[بحاجة لمصدر] وله ثلاث أخوات راندي ودونا وآريال، وكان يعتبر نفسه ملحدًا لكن صرح عبر رد على أحد التعليقات أنه ليس ملحدًا ويعتقد أن الدين مهم جدًا.
تطورت اهتمامات مارك بالكمبيوتر منذ طفولته المبكرة فهو مبرمج كمبيوتر، وخاصة وسائل الاتصال والألعاب. حيث قام بتطوير العديد من الألعاب والبرامج كان أولها برنامج للتواصل سماه “Zucknet” في سن الثانية عشر، والذي قام والده باستخدامه في العيادة بحيث تستطيع الممرضة التواصل مع أبوه الطبيب بدون الحاجة لأن تقوم بزيارة غرفته لإعلامه بوجود مريض في غرفة الانتظار. واستخدمت العائلة نفس البرنامج في المنزل للتواصل بين أفرادها في المنزل.[بحاجة لمصدر]
بدأ البرمجة عندما كان في المرحلة الإعدادية، بينما كان يحضر أكاديمية فيليبس اكستر في المدرسة الثانوية، بنى برنامج لمساعدة العاملين في مكتب الاتصال ونسخة من لعبة الأخطار. كما بنى مشغل موسيقى يدعى الوصلة العصبية (بالإنجليزية: Synapse) التي تستخدم الذكاء الاصطناعي لمعرفة عادات المستخدم في الاستماع. حاولت مايكروسوفت وإيه أو إل أن تشتري الوصلة العصبية وتوظف زوكربيرج لديها ولكنه رفض وفضل تحميلها بالمجان وقرر الالتحاق بجامعة هارفارد.[بحاجة لمصدر]
عندما لاحظ والد مارك شغف ابنه للكمبيوتر، قام بجلب أستاذ خصوصي لمارك ليأتي مرة في الأسبوع لتعليم ابنه وتطوير موهبته. قال معلم مارك الخصوصي لأحد المحررين مؤخرًا: أنه” كان من الصعب البقاء مع هذا الطفل العبقري وتعليمه كونه منذ طفولته كان سباقاً دائما للأشياء التي أراد تلقينه اياها”.

## مرحلة الزواج
فاجأ زوكربيرج أصدقائه والمقربين منه عام 2011 في عامه الـ28، عندما تزوج صديقته بريسيلا تشان، في حفل زفاف خاص وصغير في منزله بمدينة بالو ألتو في كاليفورنيا أمام 100 شخص فقط من المدعوّين، الذين كانوا قد جاءوا أصلاً للاحتفال بتخرج صديقتهم تشان من كلية الطب، إلا أنهم فوجئوا أن اليوم هو يوم زفافها لصديقها زوكربيرج، الذي استمرت صداقتهما حوالي 9 سنوات، منذ بداية تعارفهما في جامعة هارفارد.[بحاجة لمصدر] وقد قرر مارك في 2011 أن يكون نباتي ويتوقف عن تناول اللحوم ولديه كلب هنغاري يدعى الوحش.(The beast) 

## مثقف ومتعدد اللغات
إن سفر مارك زوكربيرج إلى أي بلد لن يجعله يواجه مشكلات في الحديث مع أهل البلد، حيث أنه شخص مثقف ويتحدث أكثر من لغة. فهو يستطيع القراءة والكتابة بخمس لغات هي الإنجليزية والعبرية والفرنسية واللاتينية واليونانية القديمة.

## مطور البرمجيات

### سنواته الأولى
بدأ مارك في استخدام أجهزة الكمبيوتر وكتابة البرامج في المدرسة الإعدادية. علمه والده نظام بيزيك بروغرامينغ الخاص بلعبة الأتاري في تسعينيات القرن الماضي، ثم عيّن لاحقًا مطور البرامج ديفيد نيومان لتعليمه بدروس خصوصية. أخذ زوكربيرغ دورة دراسات عليا في هذا الاختصاص في كلية ميرسي بالقرب من منزله أثناء دراسته الثانوية. بنى مارك برنامجًا أطلق عليه اسم «زوك نت» لإدارة عيادة والده لطب الأسنان من المنزل، مكّن البرنامج جميع أجهزة الكمبيوتر في المنزل والعيادة من التواصل مع بعضها. اعتُبر هذا البرنامج إصدارًا «بدائيًا» من برنامج التراسل الفوري لشركة أيه أو إل، والذي أصدر في العام التالي.
قال ملف تعريفي في مجلة نيويوركر عن مارك: «في حين كان بعض الأطفال يلعبون ألعاب الكمبيوتر، كان مارك يصنعها». يقول مارك عن تلك الفترة: «كان لدي مجموعة من الأصدقاء الذين كانوا فنانين، كانوا يأتون ويرسمون أشياء، وكنت أقوم ببناء لعبة منها». وأشارت مقالة نيويوركر إلى أن مارك لم يكن أحد «مهووسي العلم الخرقى» التقليديين رغم كل ما سبق ذكره، إذ أصبح فيما بعد قائدًا لفريق المبارزة في المدرسة الإعدادية وحصل على شهادة في الأدب الكلاسيكي. أشار شون باركر، المؤسس المشارك لنابستر، وهو صديق مقرب، إلى أن مارك كان «مهتمًا جدًا بالمغامرات اليونانية وما يتعلق بها»، وذكر كيف أنه اقتبس ذات مرة سطورًا من القصيدة الملحمية الرومانية الإنيادة التي ألفها فيرجيل، خلال مؤتمر عن منتجات فيسبوك.
عمل مارك خلال دراسته الثانوية مع شركة تُدعى انتيليجنت ميديا غروب لبناء مشغل موسيقى يسمى سينابسيس ميديا بلاير. استخدم البرنامج مبدأ تعلم الآلة للتعرف على عادات الاستماع لدى المستخدم، نُشر البرنامج على موقع سلاش دوت وحصل على تصنيف 3 من 5 من مجلة بي سي ماغازين.

## حياته في الجامعة
بعد التخرج من أكاديمية اكستر في العام 2002, التحق مارك زوكربيرج بجامعة هارفارد وبدأ يقوم بعمليات تطوير في الجامعة رقم واحد على مستوى العالم وهي جامعة هارفارد، حيث طور برنامج يسمى كورس ماتش والذي يساعد الطلاب على اختيار صفوفهم بناء على اختيار الطلاب النخب السابقيين في الجامعة.
وطور برنامج آخر خاص بشبكة هارفارد وهو برنامج فيس ماش ووظيفة هذا البرنامج هو مقارنة صور الطلبة وإتاحة التصويت لهم بناء على جاذبية صاحب أو صاحبة الصورة، وزادت شهرة الفيس ماش في الجامعة بصورة كبيرة إلى أن تم إلغاؤه من قبل إدارة الجامعة لأسباب تأديبية.
بسبب الصيت الذي أذاعه برنامج ال Facemash، قام ثلاثة من زملاء مارك في الجامعة وهم yler Winklevoss وDivya Narendra والتوأم Cameron بالاتصال به واطلاعه على فكرة تطوير موقع شبكة اجتماعية يسمى Harvard Connection. يقوم هذا الموقع باستخدام معلومات شبكة طلاب هارفرد لتطوير شبكة تعارف لنخبة هارفرد! ولكن قام مارك بالانسحاب من هذا المشروع للعمل على موقعه للتواصل الاجتماعي مع ثلاثة من زملائه Dustin Moskovitz، وChris Hughes وEduardo Saveri
قام مارك وزملائه بتطوير موقع للتواصل الاجتماعي والذي يسمح للمستخدميين بتصميم صفحاتهم الشخصية وتحميل صورهم والتواصل مع المستخدميين الآخريين، وقامو بتسمية هذا الموقع بـ The Facebook وكل ذلك من داخل أبواب سكن هارفرد الطلابي!
في شهر يونيو 2004 قام مارك بمغادرة الجامعة والانتقال بشركته إلى Palo Al California وذلك لتكريس وقته للــ Facebook وكان مستخدمين الموقع في ذلك الحين تجاوز المليون.[بحاجة لمصدر]

## فيسبوك

Facebook

في عام 1996، أنشأ مارك زوكربيرج برنامج تواصل فوري (شبكة تواصل اجتماعي على مقياس مصغر) في عام 1996 وهو في عمر الحادية عشر من أجل مساعدة والده الذي كان يعمل في عيادة الأسنان في الطابق الأول من بيتهم ويوفر عليه عناء الطلوع والنزول على الدرج كما ذكرت أخته راندي، وكانت عائلته تستخدمه للتواصل فيما بينهم ويدعى البرنامج ZuckNet. كما أن شركتي AOL ومايكروسوفت عرضتا شراء برنامج موسيقى كتبه مارك زوكربيرج في المرحلة الثانوية 

### أول مكتب

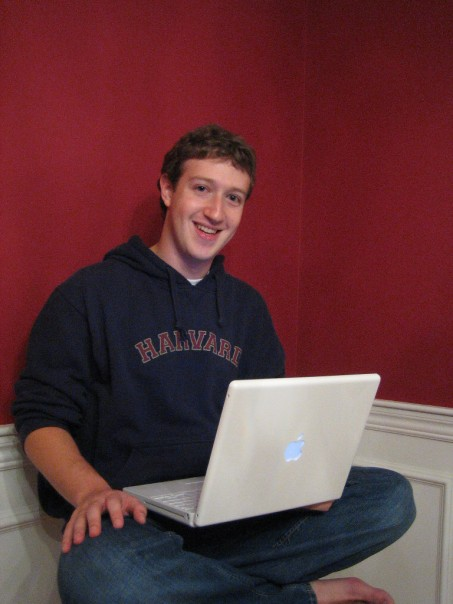
مارك زوكربيرغ

انتقل زوكربيرج إلى بالو ألتو، كاليفورنيا، مع بعض الأصدقاء وموسكوفيتش خلال صيف 2004. وفقاً لزوكربيرج، المجموعة خططت للعودة إلى جامعة هارفارد في الخريف لكنه قرر في النهاية البقاء في ولاية كاليفورنيا. حتى الآن، لم يكن الطلاب قد عادوا بعد إلى الكلية. وقامو بتأجير منزل صغير وقد كان بمثابة أول عمل له. خلال الصيف، واجتمع زوكربيرج بيتر تيل الذين استثمروا في الشركة. لأنهم وصلوا إلى أول مكتب في شارع الجامعة في وسط مدينة بالو ألتو بعد بضعة أشهر. اليوم، الشركة سبعة مبان وعدة مئات من الأشخاص في وسط مدينة بالو ألتو، وتشكيل ما يدعو زوكربيرج «في الحرم الجامعي في المناطق الحضرية».

### صعود فيسبوك
في عام 2005, تلقى مارك زوكربيرج عون هائل لشبكة الفيس بوك وذلك على شكل استثمار بقيمة 12 مليون دولار من شركة Accel Partners، الفيسبوك في ذلك الحين كان قاصراً فقط على طلاب الجامعات، ثم قامت الشبكة بالتوسع لتتضمن مدارس الثانوية لتزيد عدد المستخدمين إلى 5.5 مليون في ديسمبر 2005.
رفض زوكربيرج جميع العروض الإعلانية من بعض الشركات الكبرى كـ yahoo وشبكة MTV وقرر فقط التركيز على زيادة عدد مستخدمين الموقع وتطوير خدماته.[بحاجة لمصدر]

### فكرة موقع فيس بوك
زادت شهرة مارك زوكربيرج بعد تطويره للفيس ماش، ولهذه الشهرة قام بعض من زملائه في هارفارد بالتواصل معه والاتفاق على موقع الكتروني خاص بالتواصل بين الطلاب وكان اسمه هارفارد كونكشن، وتقوم فكرة هذا الموقع على الاجتماعات والتعارف بين الطلاب داخل الجامعة، ولكنه إنسحب من هذة الفكرة من اجل العمل على مشروعه الخاص بالاشتراك مع ثلاثة من زملائه حيث قاموا بعمل موقع the facebook من داخل اسوار الجامعة. وفي عام 2004 في شهر يونيو ترك الجامعة وكرس وقتة للعمل في الفيس بوك وذلك بعدما وصل عدد المستخدمين إلى أكثر من مليون مستخدم. وفي عام 2005 حصل على العون من شركة Accel Partners وزاد عدد المستخدمين إلى 5.5 مليون مستخدم، وفي عام 2006 واجه مارك زوكربيرج مشاكل قانونية مع زملائه أصحاب فكرة هارفارد كونكشن ذلك بعد اتهامهم له بسرقة فكرتهم وتطبيقها على فيسبوك لكنه أنكر ذلك إلا أنه دفع مبلغ 65 مليون دولار بعد الإطلاع على البيانات والأوراق الخاصة بذلك ولا تزال القضية قائمة حتى الآن.
و بالرغم من توافق أطراف هذه القضية مسبقاً وذلك بدفع مارك لمبلغ 65 مليون دولار مبدئياً، الا أن القضية ما زالت مستمرة في المحاكم حتى الآن وذلك بعد ادعاء Tyler Winklevoss وDivya Narendra على أنهم كانو مضللين عند تقييم الشركة مالياً في وقت المحاكمة.[بحاجة لمصدر]

### خدمة آخر الأخبار
في 5 سبتمبر 2006، أطلق الفيس بوك خدمة آخر الأخبار (News Feed)، وهو خدمة لإظهار ما يقوم به اصدقائك على الموقع. وقد تم انتقاد زوكربيرج فقد رأى البعض أنها خدمة غير ضرورية وأداة للتجسس.

### منصة الفيس بوك
في 24 مايو 2007، أعلن زوكربيرج عن منصة الفيس بوك Facebook Platform، وهي منصة تطوير للمبرمجين لإنشاء تطبيقات اجتماعية على الفيس بوك. وأثار هذا الإعلان اهتماما كبيرا في مجتمع المطورين. وفي غضون أسابيع، أنشئت العديد من التطبيقات وبعضها أصبح له الملايين من المستخدمين. واليوم، هناك أكثر من 800000 مطور برامج من مختلف أنحاء العالم ينشئون تطبيقات على منصة الفيس بوك.

### فيس بوك بيكون
في 6 نوفمبر 2007، أعلن زوكربيرج عن نظام إعلان اجتماعي جديد في مناسبة في لوس انجلوس. يسمى جزء من البرنامج الجديد بيكون، وهو يتيح للناس تبادل المعلومات مع أصدقائهم على الفيس بوك على أساس الأنشطة على تصفح مواقع أخرى، على سبيل المثال، يمكن لبائع في إي باي السماح للأصدقاء ان يعرفو تلقائيا ما لديهم للبيع عن طريق تغذية أمام الأنباء أنها قائمة البنود.
البرنامج، وإن لم يكن حكما. كان refiled بعد ذلك بوقت قصير في الولايات المتحدة محكمة مقاطعة في بوسطن، وجلسة استماع أولية كان من المقرر 25 يوليو 2007.
وكجزء من هذه الدعوى، في تشرين الثاني / نوفمبر 2007، كانت سرية وثائق المحكمة على موقع مجلة هارفارد الخريجين 02138. وتشمل هذه زوكربيرج رقم الضمان الاجتماعي، ومنزل والديه. والتصدي لمعالجة صديقته. أمام رفعها للحصول على وثائق هدم، ولكن القاضي حكم لصالح 02138.

## الشهرة والأضواء
بالرغم من وجود اسمه في الأخبار والبرامج التلفزيونية والافلام السينمائية (The Social Network) إلا ان مارك زوكربيرج لا يحب تسليط الأضواء عليه، فهو لا يحب الظهور العام في أحداث كثيرة ويبدو خجولاً على خشبة المسرح وقليل الكلام.

### شخصية العام (مجلة التايم)
اختارت مجلة «تايم» مؤسس موقع «فيس بوك»، مارك زوكربيرغ كـ«شخصية العام». ورأت المجلة أن زوكربيرغ ساهم من خلال موقع «فيس بوك» الشهير للتواصل الاجتماعي في تغيير حياة مئات ملايين البشر والمجتمع بالكامل. وقال مدير تحرير «تايم»، ريتشارد ستينغل اليوم الأربعاء في نيويورك إن عدد مشتركي «فيس بوك» وصل إلى 500 مليون شخص ساهم الموقع في ربطهم ببعضهم البعض.
وأضاف: «ساهم (مارك زوكربرغ من خلال الموقع) في خلق نظام جديد لتبادل المعلومات وغير حياتنا كلها». وتوقع الكثيرون أن يحتل جوليان آسانج مؤسس موقع «ويكيليكس» هذا المكان كـ«شخصية العام» خاصة بعد الضجة التي أثارها بسبب نشر وثائق سرية أميركية.
ورغم أن آسانج حصل على أعلى الأصوات لقراء المجلة إلا أن الناشر وضعه في المركز الثالث بعد زوكربرغ وحركة «حفل الشاي» المحافظة المتشددة.وجاء الرئيس الأفغاني حامد كرازاي في المركز الرابع فيما كان المركز الخامس من نصيب عمال المناجم الذين احتجزوا لمدة شهرين داخل منجم في تشيلي.
وتختار مجلة «تايم» سنويا «شخصية العام» منذ عام 1927. وكانت القائمة تأتي أولا تحت اسم «رجل العام» لتتغير منذ عام 1999 وتصبح «شخصية العام».
وتختار المجلة الأشخاص الذين أثروا في العالم سواء بالشكل الإيجابي أو حتى السلبي 

### فوربس
وفي عام 2010 حقق مارك زوكربيرج مؤسس فايسبوك - والذي جاء في المركز 35 بالقائمة - أعلى زيادة في ثروته التي زادت أكثر من ثلاثة اضعاف لتقفز من ملياري دولار إلى 2.4 مليار دولار

## استثمارات وعروض
في 24 أكتوبر 2010 باعت شركة فيس بوك حصة 1.6 ٪ إلى لمايكروسوفت ب240 مليون دولار، ورفضت عرض منافس شركة جوجل وهذا من شأنه أن يشير إلى أن القيمة السوقية للفيس بوك 15 مليار دولار في وقت البيع. ولكن، معظم المحللين يعتقدون أن القيمة الفعلية للشركة أن تكون أقل بكثير. فمبلغ 240 مليون دولار التي دفعتها شركة مايكروسوفت تشمل أقساط التأمين لكل من أسهم تفضيلية ومواضع الإعلانات العالمية.

## مارك المخترع
أموال في البنك ووقت فراغ أتاحا لمارك أن يحصل على 50 براءة اختراع باسمه مقر الفيس بوك الجديد أكبر مقر عمل مفتوح في العالم ليضم أكثر من ثلاثة آلاف مهندس هو التجمع المكتبي الجديد للفيس بوك بكاليفورنيا، وقد التقى مارك زوكربيرج بالمعماري الشهير فرانك جيري لتطوير تصميم المقر الجديد لمهندسي الفيس بوك. من المتوقع أن يبدأ العمل في البناء في 2013.

## الثروة
بلغت ثروة زوكربرغ أكثر من 100 مليار دولار، واحتل المرتبة الثالثة عالميا بين أثرياء العالم بعد جيف بيزوس مؤسس أمازون، وبيل غيتس مؤسس مايكروسوفت. وحتى 2020 بلغ مايملكه من أسهم الشركة مقدار 13%.

## كتاب (بليونير بالصدفة)
واجه مارك زكربرغ معضلة شخصية أخرى في العام 2009 عندما أقدم الكاتب الأمريكي بن مزريتش Ben Mezrich بنشر كتاب بعنوان بليونير بالصدفة Accidental Billionaires، في هذا الكتاب يقوم الكاتب بنقد مارك بشدة والذي بدوره أصبح فيلماً “The Social Network “ ورشح لثمانية جوائز أوسكار.[بحاجة لمصدر]

## التنازل عن الثروة
في يوم 2 ديسمبر 2015 أعلن مارك زوكربيرغ وزوجته بريسيلا تشان تخليهم عن 99% من ثروتهم والتي تبلغ حوالي 45 مليار دولار، بعد أن رزقا ببنت أسموها ماكس.

## تسريح موظفي الشركة
في يوم 9 نوفمبر 2022 تفاجئ بعض موضفون الشركة ميتا بسبب وصول رسالة لهم على البريد الإلكتروني بإنهاء الخدمات، حيث تم تسريح 11 ألف موظف في الشركة بسبب انخفاض أسهم الشركة.

## وصلات خارجية
- مارك زوكربيرغ على موقع IMDb (الإنجليزية)
- مارك زوكربيرغ على موقع الموسوعة البريطانية (الإنجليزية)
- مارك زوكربيرغ على موقع مونزينجر (الألمانية)
- مارك زوكربيرغ على موقع ميوزك برينز (الإنجليزية)
- مارك زوكربيرغ على موقع إن إن دي بي (الإنجليزية)
- مارك زوكربيرغ على موقع قاعدة بيانات الفيلم (الإنجليزية)
- مارك زوكربيرغ على موقع كينوبويسك (الروسية)
- هل المسكن غرفة السرقة اطلاق الشبكة الامبراطورية؟ نسخة محفوظة 23 سبتمبر 2009 على موقع واي باك مشين. رولينج ستون
- مايكل ارينجتون مقابلة مارك زوكربيرج في TechCrunch40 نسخة محفوظة 20 فبراير 2009 على موقع واي باك مشين. الفيديو
- FastCompany : هاكر. الانقطاع عن الدراسة. الرئيس التنفيذي.
- الحالية مقابلة مع مجلة زوكربيرج مارك
- NNDB صفحة مارك زوكربيرج
- 'بيزنيس' بيانية: «باد بوي: مارك زوكربيرج»
- مارك زوكربيرج على الإنترنت يتحدث عن personas في نادي الكومنولث الفيديو
- مايكروسوفت / أمام الصفقة
- أمام، والود والمال) ومارك زوكربيرج يتحدث في جامعة ستانفورد، أكتوبر 2005
- زوكربيرج على فوربس